# Amrita Arora
Pour les articles homonymes, voir Arora (homonymie).
Amrita Arora Ladak (hindi : अमृता  अरोड़ा  लद्दा), née Amrita Arora le 31 janvier 1981, est une actrice indienne qui apparaît principalement dans des films de Bollywood.
Amrita Arora fait ses débuts en 2002 dans Kitne Door Kitne Paas et Awara Paagal Deewana (2002), un gros succès au box-office, qui lui ouvre les portes de Bollywood. Elle est par la suite la vedette d'un certain nombre de succès commerciaux où elle tient les seconds rôles féminins : Heroes (2008), Golmaal Returns (2008), ou encore Kambakkht Ishq (2009). Toutefois, les critiques louent son interprétation dans Girlfriend en 2004, où elle interprète le rôle d'une lesbienne, du jamais vu  dans le cinéma hindi.

## Biographie
Amrita Arora est la fille d'Anil Arora, un Pendjabi, et de Joyce Polycarpe, une catholique malayalam ; elle est la sœur cadette de Malaika Arora Khan également actrice.
Amrita Arora commence sa carrière dans le mannequinat, puis elle tourne dans de nombreuses publicités pour des marques célèbre comme Sunsilk. Très vite grâce à son teint clair elle se fait remarquer par l'industrie de Bollywood.
Le 4 mars 2009 elle épouse Shakeel Ladakh, un homme d'affaires, ils ont un fils prénommé Azaan, né en 2010.
Amrita Arora est la meilleure amie de l'actrice Kareena Kapoor.

## Carrière

### Débuts (2002-2003)
En 2002 le réalisateur Méhul Kumar offre à Amrita Arora un rôle dans le film Kitne door Kitne Paas, aux côtés de Fardeen Khan, le film est un flop au box-office.
La même année Amrita Arora est retenu par Vikram Bhatt pour la comédie Awara Paagal Deewana où elle donne la réplique à Akshay Kumar, la comédie connaît un grand succès au box-office et lance véritablement la carrière d'Amrita Arora.
En 2003, elle tient le premier rôle féminin dans Ek Aur Ek Gyarah avec Sanjay Dutt et Govinda, le long métrage est étrillé par la critique mais connaît un certain succès au box-office indien et permet ainsi à Amrita Arora d'être une actrice reconnue.

### Succès (2004-2009)
En 2004 Amrita se fait remarquer par la critique pour la première fois de sa carrière en interprétant le rôle d'une lesbienne dans Girlfriend, malgré la controverse du film le public indien est séduit ce long métrage permet à Amrita Arora de gravir un nouvel échelon dans sa carrière d'actrice.
Toujours la même année elle connaît le succès grâce au film Mujhse Shaadi Karogi.
En 2007, elle retrouve la direction de Vikram Bhatt dans le thriller érotique Red: The Dark Side, face à Aftab Shivdasani et Celina Jaitley. Le film n'est pas un gros succès au box-office mais offre un premier rôle négatif à l'actrice, qui incarne avec brio une jeune femme mystérieuse qui se comporte d'une façon peu sensée.
En 2008, elle est à l'affiche du film Hello qui connaît un certain succès commercial.
La même année, elle apparaît dans la méga production Golmaal Returns, face à Ajay Devgan et Kareena Kapoor, le film est un des plus gros succès public et critique de l'année. Puis elle est à l'affiche du road movie Heroes, à la distribution impressionnante.
L'année suivante Amrita Arora tourne dans la comédie Kambakkht Ishq où elle retrouve sa meilleure amie Kareena Kapoor, le film est un succès au box-office.

### Nouvel perspective de carrière (2010-présent)

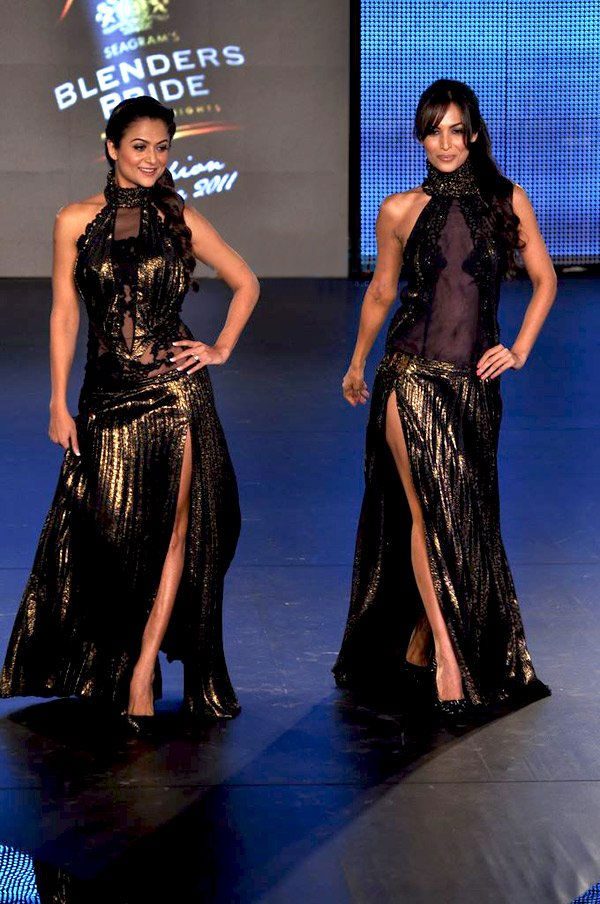
Amrita Arora et sa sœur Malaika Arora qui défilent pour la styliste Mandira en 2011

En 2010, Amrita Arora commence à travailler dans des films plus sombres, connus en Inde sous le nom de « cinéma parallèle », son premier film du genre est Raakh suivra très prochainement Ek Tho Chance dont la sortie est prévue en 2013.

## Filmographie
- 2002 : Kitne Door... Kitne Paas : Karishma
- 2002 : Awara Paagal Deewana : Mona
- 2003 : Ek Aur Ek Gyarah: By Hook or by Crook : Priti
- 2003 : Zameen : Chanteuse/danseuse
- 2004 : Girlfriend : Sapna
- 2004 : Mujhse Shaadi Karogi : Romi (cameo)
- 2004 : Shart: The Challenge : Saryu
- 2004 : Rakht : Natasha Singh
- 2006 : Fight Club: Members Only : Sonali Malhotra
- 2007 : Raakh: A Poem Masked in Blood : Nalini
- 2007 : Deha : Rini Sinha/Rini M. Desai
- 2007 : Red: The Dark Side : Ria Malhotra
- 2007 : Heyy Babyy
- 2007 : Godfather: The Legend Continues
- 2007 : Speed
- 2008 : Rama Rama Kya Hai Dramaaa : Khushi
- 2008 : Hello : Radhika/Rebecca
- 2008 : Heroes : Piya
- 2008 : Golmaal Returns : Esha Santoshi
- 2009 : Ek Tho Chance
- 2009 : Team: The Force
- 2009 : Kambakkht Ishq : Kamini Sandhu/Kamini L. Doshi
- 2010 : Raakh :